# Городище «Корнешти» (пам'ятка природи)
Городи́ще «Корне́шти» — геологічна пам'ятка природи місцевого значення в Україні. Розташована в межах Клішковецької сільської громади Дністровського району Чернівецької області, при західній околиці села Корнешти.
Площа 31 га. Статус присвоєно згідно з рішенням 2-ї сесії обласної ради XXII скликання від 16.12.1994 року. Перебуває у віданні Хотинське держспецлісництво АПК (кв. 13, вид. 9-21, 29).
Статус присвоєно для збереження тектонічного останця в зоні розломів Хотинської височини з карстовими формами і давньослов'янськими валами городища.